# Just Add Magic
Just Add Magic (Uma Pitada de Magia no Brasil e em Portugal) é uma série de televisão estadunidense, baseada no livro de mesmo nome escrito por Cindy Callaghan. A série é produzida pela Amazon.
O episódio piloto de Uma Pitada de Magia foi produzido no ano de 2015 e a temporada completa foi encomendada para o ano seguinte. 
A Amazon renovou a série para uma segunda temporada em junho de 2016, depois de considerar que "a série obteve o fim de semana de estréia mais bem sucedido do Amazon Original Kids em termos de fluxos e horas de exibição nos Estados Unidos".
Em 11 de janeiro de 2019, foi lançado um trailer anunciando a terceira temporada, que foi lançada em 01 de fevereiro de 2019.

## Enredo
Quando Kelly (Olivia Sanabia) e suas duas melhores amigas Hannah (Aubrey Miller) e Darbie (Abby Donnelly) tropeçam em um misterioso livro de culinária, descobrem que as receitas do livro não são nada comuns (são mágicas). Ao tentar usá-las para libertar a avó de Kelly de uma maldição poderosa, elas descobrem mais pistas sobre o mistério da avó e percebem que cada receita é um feitiço.

## Elenco

### Principal[3]
| Ator             | Personagem                      | Temporada | Temporada | Temporada | Temporada | Temporada |  |
| Ator             | Personagem                      | 1         | 2         | 2         | 3         | 3         |  |
| Ator             | Personagem                      | 1         | Parte 1   | Parte 2   | Parte 1   | Parte 2   |  |
| ---------------- | ------------------------------- | --------- | --------- | --------- | --------- | --------- |  |
| Olivia Sanabia   | Kelly Quinn                     | Principal | Principal | Principal | Principal | Principal |  |
| Aubrey Miller    | Hannah Parker-Kent              | Principal | Principal | Principal | Principal | Principal |  |
| Abby Donnelly    | Darbie O'Brien                  | Principal | Principal | Principal | Principal | Principal |  |
| Judah Bellamy    | Jake Williams                   | Principal | Principal | Principal | Principal |           |  |
| Catia Ojeda      | Terri Quinn                     | Principal | Principal | Principal | Principal | Principal |  |
| Andrew Burlinson | Scott Quinn                     | Principal | Principal | Principal | Principal | Principal |  |
| Dee Wallace      | Rebecca "Becky" Patterson-Quinn | Principal | Principal | Principal | Principal | Principal |  |
| Amy Hill         | Ida Pérez "Mama P"              | Principal | Principal | Principal | Principal |           |  |
| Ellen Karsten    | Gina Silvers                    | Principal | Principal | Principal | Principal |           |  |
| Aiden Lovekamp   | Buddy Quinn                     | Principal | Principal | Principal | Principal |           |  |

### Recorrente
- Mira Furlan como A Vianjante
- Zach Callison como Chuck
- Jeremy Guskin como RJ
- Jessica Belkin como Leah
- Brady Reiter como Charlotte
- Kirrilee Berger como Hailey
- Felisha Terrell como Nöelle Jasper
- Jolie Hoang-Rappaport como Zoe
- Tyler Sanders como Leo
- Jenna Qureshi como Ish
- Tiffany Brouwer como Caroline
- Sprague Grayden como Jill
- Usman Ally como Sr. Morris
- Jen Drohan como Amy
- Bob Stephenson como Adam Lever "Lever"
- Laya DeLeon Hayes como Piper
- Todd Robert Anderson como Patrick O'Brien
- Haper Quaintance como Gina Silvers (criança)
- Samantha Bailey como Rebecca Quinn (criança)
- Tiana Le como Ida Perez (criança)
- Lenore Brown como Darbie (criança)
- Reagan Kraemer como Hannah (criança)
- Samantha Sonnett como Kelly

(criança)
- Charlotte Mary Wen como Ida Perez (jovem)

## Episódios

### Resumo
| Temporada | Temporada | Episódios | Episódios | Exibição original nos Estados Unidos | Exibição original nos Estados Unidos |
| Temporada | Temporada | Episódios | Episódios | Estreia                              | Final                                |
| --------- | --------- | --------- | --------- | ------------------------------------ | ------------------------------------ |
|           | 1         | 13        | 13        | 15 de janeiro de 2015                | 14 de janeiro de 2016                |
|           | 2         | 26        | 13        | 14 de outubro de 2016                | 12 de janeiro de 2017                |
|           | 2         | 26        | 13        | 19 de janeiro de 2018                | 19 de janeiro de 2018                |
|           | 3         | 12        | 11        | 01 de fevereiro de 2019              | 01 de fevereiro de 2019              |
|           | 3         | 12        | 1         | 25 de outubro de 2019                | 25 de outubro de 2019                |

### 1ª Temporada (2015-2016)
| # | ## | Título                                                    | Dirigido por   | Escrito por                               | Exibição              |
| --- | -- | --------------------------------------------------------- | -------------- | ----------------------------------------- | --------------------- |
| 1 | 1  | "Uma Pitada de Magia" "Just Add Magic"                    | Joe Nussbaum   | Nancy Cohen, Joanna Lewis & Kristine Song | 15 de janeiro de 2015 |
| Três amigas, Kelly, Darbie e Hannah descobrem um livro de receitas no sótão, cujas receitas têm efeitos mágicos. A avó de Kelly é incapaz de falar, mas ninguém sabe o porquê. |    |                                                           |                |                                           |                       |
| 2 | 2  | "Uma Pitada de Cérebros" "Just Add Brains"                | Joe Menendez   | Andrew Orenstein                          | 14 de janeiro de 2016 |
| 3 | 3  | "Uma Pitada de Cachorros" "Just Add Dogs"                 | Joe Nussbaum   | Luisa Leschin                             | 14 de janeiro de 2016 |
| 4 | 4  | "Uma Pitada de Mãe" "Just Add Mom"                        | Joe Nussbaum   | John-Paul Nickel                          | 14 de janeiro de 2016 |
| 5 | 5  | "Uma Pitada de Jake" "Just Add Jake"                      | Joe Menendez   | Lauren Thompson                           | 14 de janeiro de 2016 |
| 6 | 6  | "Uma Pitada de Aniversário" "Just Add Birthdays"          | Elodie Keene   | Sarah Carbiener & Erica Rosbe             | 14 de janeiro de 2016 |
| 7 | 7  | "Uma Pitada de Mama P" "Just Add Mama P"                  | Elodie Keene   | Andrew Orenstein                          | 14 de janeiro de 2016 |
| 8 | 8  | "Uma Pitada de Trudith" "Just Add Besties"                | Joe Nussbaum   | Luisa Leschin                             | 14 de janeiro de 2016 |
| 9 | 9  | "Uma Pitada de Recomeços" "Just Add Do-Overs"             | Keith Samples  | John-Paul Nickel                          | 14 de janeiro de 2016 |
| 10 | 10 | "Uma Pitada de Lembranças" "Just Add Memories"            | Vanessa Parise | Lauren Thompson                           | 14 de janeiro de 2016 |
| 11 | 11 | "Uma Pitada de Acampamento" "Just Add Camping"            | Keith Samples  | Sarah Carbiener & Erica Rosbe             | 14 de janeiro de 2016 |
| 12 | 12 | "Uma Pitada de Pluots - Parte 1" "Just Add Pluots Part 1" | Joe Nussbaum   | Luisa Leschin                             | 14 de janeiro de 2016 |
| 13 | 13 | "Uma Pitada de Pluots - Parte 2" "Just Add Pluots Part 2" | Joe Nussbaum   | Andrew Orenstein                          | 14 de janeiro de 2016 |

### 2ª Temporada (2016-2018)
| #       | ##      | Título                                          | Dirigido por   | Escrito por                  | Exibição              |
| Parte 1 | Parte 1 | Parte 1                                         | Parte 1        | Parte 1                      | Parte 1               |
| ------- | ------- | ----------------------------------------------- | -------------- | ---------------------------- | --------------------- |
| 14      | 1       | "Uma Pitada de Halloween" "Just Add Halloween"  | Joe Nussbaum   | Andrew Orenstein             | 14 de outubro de 2016 |
| 15      | 2       | "Uma Pitada de Férias" "Just Add Summer"        | Joe Nussbaum   | Luisa Leschin                | 12 de janeiro de 2017 |
| 16      | 3       | "Uma Pitada de Chuck" "Just Add Chuck"          | Joe Nussbaum   | John-Paul Nickel             | 12 de janeiro de 2017 |
| 17      | 4       | "Uma Pitada de 1965" "Just Add 1965"            | Keith Samples  | Lauren Thompson              | 12 de janeiro de 2017 |
| 18      | 5       | "Uma Pitada de Saphron" "Just Add Saphrön"      | Keith Samples  | Aminta Goyel                 | 12 de janeiro de 2017 |
| 19      | 6       | "Uma Pitada de Consertos" "Just Add Fixings"    | Joe Nussbaum   | Marque Franklin-Williams     | 12 de janeiro de 2017 |
| 20      | 7       | "Uma Pitada de 8529" "Just Add 8529"            | Gregory Guzik  | Zachary Panozzo              | 12 de janeiro de 2017 |
| 21      | 8       | "Uma Pitada de Músculo" "Just Add Muscles"      | Aprill Winney  | Taylor Cox & Jacquie Walters | 12 de janeiro de 2017 |
| 22      | 9       | "Uma Pitada de Fogo" "Just Add Fire"            | Aprill Winney  | Matt Goldman                 | 12 de janeiro de 2017 |
| 23      | 10      | "Uma Pitada de Intromissão" "Just Add Meddling" | Lily Mariye    | John-Paul Nickel             | 12 de janeiro de 2017 |
| 24      | 11      | "Uma Pitada de Segredos" "Just Add Secrets"     | Joe Nussbaum   | Luisa Leschin                | 12 de janeiro de 2017 |
| 25      | 12      | "Uma Pitada de Morbium" "Just Add History"      | Joe Nussbaum   | Lauren Thompson              | 12 de janeiro de 2017 |
| 26      | 13      | "Uma Pitada de Rosa" "Just Add Rose"            | Joe Nussbaum   | Andrew Orenstein             | 12 de janeiro de 2017 |
| Parte 2 |         |                                                 |                |                              |                       |
| 27      | 14      | "Uma Pitada de Fofura" "Just Add Fluffy"        | Keith Samples  | Andrew Orenstein             | 19 de janeiro de 2018 |
| 28      | 15      | "Uma Pitada de RJ" "Just Add RJ"                | Keith Samples  | Aminta Goyel                 | 19 de janeiro de 2018 |
| 29      | 16      | "Uma Pitada de Trapaça" "Just Add Gumdrops"     | Adam Weissman  | Taylor Cox & Jacquie Walters | 19 de janeiro de 2018 |
| 30      | 17      | "Uma Pitada de Tempo" "Just Add Time"           | Aprill Winney  | Matt Goldman                 | 19 de janeiro de 2018 |
| 31      | 18      | "Uma Pitada de Disfarce" "Just Add Telepathy"   | Aprill Winney  | John-Paul Nickel             | 19 de janeiro de 2018 |
| 32      | 19      | "Uma Pitada de Atenção" "Just Add Attention"    | Joe Nussbaum   | Luisa Leschin                | 19 de janeiro de 2018 |
| 33      | 20      | "Uma Pitada de Contágio" "Just Add Contagion"   | Joe Nussbaum   | Lauren Thompson              | 19 de janeiro de 2018 |
| 34      | 21      | "Uma Pitada de Inícios" "Just Add Beginnings"   | Vanessa Parise | Aminta Goyel                 | 19 de janeiro de 2018 |
| 35      | 22      | "Uma Pitada de Silvers" "Just Add Silvers"      | Vanessa Parise | Taylor Cox & Jacquie Walters | 19 de janeiro de 2018 |
| 36      | 23      | "Uma Pitada de Fuga" "Just Add Barriers"        | Keith Samples  | John-Paul Nickel             | 19 de janeiro de 2018 |
| 37      | 24      | "Uma Pitada de Traição" "Just Add Betrayal"     | Keith Samples  | Luisa Leschin                | 19 de janeiro de 2018 |
| 38      | 25      | "Uma Pitada de Caroline" "Just Add Caroline"    | Joe Nussbaum   | Lauren Thompson              | 19 de janeiro de 2018 |
| 39      | 26      | "Uma Pitada de Temperos" "Just Add Spices"      | Joe Nussbaum   | Andrew Orenstein             | 19 de janeiro de 2018 |

### 3ª Temporada (2019)
| #       | ##      | Título                                                     | Dirigido por  | Escrito por                  | Exibição               |
| Parte 1 | Parte 1 | Parte 1                                                    | Parte 1       | Parte 1                      | Parte 1                |
| ------- | ------- | ---------------------------------------------------------- | ------------- | ---------------------------- | ---------------------- |
| 40      | 1       | "Uma Pitada de Becky" "Just Add Time Travel"               | Joe Nussbaum  | Andrew Orenstein             | 1 de fevereiro de 2019 |
| 41      | 2       | "Uma Pitada de Plantas" "Just Add Plants"                  | Joe Nussbaum  | Andrew Orenstein             | 1 de fevereiro de 2019 |
| 42      | 3       | "Uma Pitada de Códigos" "Just Add Codes"                   | Joe Nussbaum  | John-Paul Nickel             | 1 de fevereiro de 2019 |
| 43      | 4       | "Uma Pitada de Piper" "Just Add Piper"                     | Aprill Winney | Lauren Thompson              | 1 de fevereiro de 2019 |
| 44      | 5       | "Uma Pitada de Podridão" "Just Add Rot"                    | Joe Nussbaum  | Denise Moss                  | 1 de fevereiro de 2019 |
| 45      | 6       | "Uma Pitada de Amanhã" "Just Add Tomorrow"                 | Aprill Winney | Aminta Goyel                 | 1 de fevereiro de 2019 |
| 46      | 7       | "Uma Pitada de Perspectiva" "Just Add Perspective"         | Gregory Guzik | Taylor Cox & Jacquie Walters | 1 de fevereiro de 2019 |
| 47      | 8       | "Uma Pitada de Karma" "Just Add Karma"                     | Jason Shipman | Marque Franklin-Williams     | 1 de fevereiro de 2019 |
| 48      | 9       | "Uma Pitada de Surpresa" "Just Add Surprise"               | Gregory Guzik | Denise Moss                  | 1 de fevereiro de 2019 |
| 49      | 10      | "Uma Pitada de Kelly" "Just Add Kelly"                     | Anne Renton   | Lauren Thompson              | 1 de fevereiro de 2019 |
| 50      | 11      | "Uma Pitada de Adeus" "Just Add Goodbye"                   | Joe Nussbaum  | John-Paul Nickel             | 1 de fevereiro de 2019 |
| Parte 2 |         |                                                            |               |                              |                        |
| 51      | 12      | "Uma Pitada de Guardiões" "Just Add Magic: New Protectors" | Joe Nussbaum  | Andrew Orenstein             | 25 de outubro de 2019  |

## Spin-off
Em 2020, o Prime Video lançou a spin-off Just add Magic: Mistery City, que segue o livro de receitas mágicas até Bay City, que vai parar nas mãos de três novos protetores: os meio-irmãos Zoe e Leo, e a vizinha Ish. Cada um traz uma habilidade única, pois o livro de receitas desvenda um mistério centenário que os leva a uma aventura histórica pelas ruas da cidade em uma corrida para encontrar uma receita secreta.